# Mersin İdmanyurdu
Mersin İdmanyurdu (även Mersin İdman Yurdu, Mersin İY eller MİY) är en turkisk fotbollsklubb från Mersin i Turkiet. Klubben spelar i Süper Lig, som är den högsta fotbollsserien inom det turkiska seriesystemet.